# Josephine Burns Glasgow
 Josephine Elizabeth Burns Glasgow  (* 22. Juli 1887 in Greenville (Illinois); † 22. Januar 1969) war eine US-amerikanische Mathematikerin und Hochschullehrerin. Sie war die zweite Frau, die von der University of Illinois einen Doktortitel in Mathematik erhielt.

## Leben und Forschung
Burns Glasgow war das dritte von vier Kindern von Ida Jane und James Clinton Burns, der Professor für Geschichte an der Western Illinois University war. Sie studierte Mathematik an der University of Illinois und erhielt dort 1909 ihren Bachelor-Abschluss und 1911 den Master-Abschluss. Anschließend studierte sie ein Jahr an der University of Wisconsin-Madison und promovierte dann 1913 bei George Abram Miller an der University of Illinois at Urbana-Champaign mit der Dissertation: The Abstract Definitions of Groups of Degree Eight. 1916 heiratete sie den promovierten Entomologen Robert D. Glasgow, der bis 1928 Entomologie in Illinois lehrte. Sie unterrichtete in diesen Jahren zu verschiedenen Zeiten auch in der Mathematikabteilung. 1928 zogen sie nach Albany (New York), wo sie sowohl auf staatlicher als auch auf nationaler Ebene sehr aktiv war in der Leitung der American Association of University Women (AAUW) und  1952 Vizepräsidentin des National Board of Directors der AAUW wurde. 1951 benannte die Sektion Albany zu ihren Ehren ein Stipendium.

## Veröffentlichungen (Auswahl)
- The Abstract Definitions of Groups of Degree 8. In: American Journal of Mathematics. Band 37, Nr. 2, S. 195–214, JSTOR:2370424.